# Соловьёв, Михаил Сергеевич (шахматист)
Михаил Сергеевич Соловьёв (14 января 1940 — 19 июля 2011, Екатеринбург) — советский и российский шахматист. Мастер спорта СССР по шахматам (1968). Заслуженный тренер РСФСР по шахматам (1976).

## Биография
Чемпион РСФСР среди юношей (1958).
Награждён медалью «За заслуги перед спортивным обществом „Спартак“» и «Дипломом олимпийского комитета России» в 2000 г..
В 1970—1980 годы М. С. Соловьёв успешно работал с юношеской сборной России, ставшей в тот период победительницей Всесоюзных спартакиад и Всесоюзных юношеских игр.
Жил в Свердловске/Екатеринбурге.
Скончался 19 июля 2011 года. Похоронен на Сибирском кладбище Екатеринбурга.
В Екатеринбурге проводятся турниры по быстрым шахматам, посвящённые его памяти.